# Flughafen Rom-Ciampino

i7
i11
i13
Der Flughafen Rom-Ciampino (ital.: Aeroporto di Roma-Ciampino “Giovan Battista Pastine”, IATA-Code: CIA, ICAO-Code: LIRA) ist nach Rom-Fiumicino der kleinere der beiden internationalen Verkehrsflughäfen der italienischen Hauptstadt Rom. Der von Aeroporti di Roma betriebene Flughafen wird in erster Linie von Billigfluggesellschaften und von der Allgemeinen Luftfahrt genutzt. Als Regierungsflughafen verfügt er auch über einen militärischen Teil.

## Lage und Verkehrsanbindung
Der Flughafen liegt 15 km südöstlich des Stadtzentrums von Rom an der Grenze zur Nachbarstadt Ciampino, drei Kilometer vom römischen Autobahnring (A 90/E 80) entfernt an der Via Appia Nuova (SS 7) Richtung Castel Gandolfo. Verschiedene Shuttle-Busse verbinden den Flughafen mit dem Bahnhof Rom-Termini in der Innenstadt, mit dem Bahnhof von Ciampino und mit den nächstgelegenen Metrostationen Anagnina (Linie A) und Laurentina (B).

## Infrastruktur und Nutzung
Da der Flughafen nur eine relativ kurze, rund 2200 Meter lange, in Nord-Süd-Richtung verlaufende Start- und Landebahn (15/33) hat, wird Ciampino überwiegend von Mittelstrecken- und Geschäftsreiseflugzeugen angeflogen, wobei aus Lärmschutzgründen die Anzahl der Flugbewegungen begrenzt ist und ein Nachtflugverbot besteht. Terminals und Vorfelder befinden sich westlich der Piste.

### Zentralbereich
An der zentralen Zufahrtsstraße liegt auf einer Fläche von rund 20.000 m² das aus einem Alt- und einem Neubau bestehende Passagierterminal für kommerzielle Linien- und Charterflüge (⊙). Es entspricht den Standards des Billigflugverkehrs. Die auf einer Ebene gelegenen Abflug- und Ankunftsbereiche sind jeweils nach Flügen innerhalb und außerhalb des Schengen-Raums ausgerichtet. Im Abflugbereich sind die Flugsteige mit dem Buchstaben A für den Schengen-Raum reserviert, die B-Gates für alle anderen Ziele. Der Ankunftsbereich hat auf der Vorfeldseite separate Eingänge für Passagiere aus dem Schengen-Raum und für solche von außerhalb. Unmittelbar vor dem Abfertigungsgebäude abgestellte Flugzeuge erreichen und verlassen die Passagiere meist zu Fuß über das Vorfeld, andernfalls per Bus.
Hauptnutzer sind derzeit im Linienverkehr die Billigfluggesellschaften Ryanair und Wizz Air, die von Ciampino aus zahlreiche europäische Flugziele ansteuern. easyJet hat ihre letzten Routen von und nach Rom-Ciampino zugunsten von Rom-Fiumicino Ende Oktober 2011 eingestellt. Ryanair fliegt neben Ciampino auch Fiumicino an.

### Südlicher Bereich
An der Südseite der zentralen Zufahrtsstraße befindet sich auf knapp 1.900 m² ein General Aviation Terminal für die Allgemeine Luftfahrt (⊙). Auf dem südlichen Vorfeldbereich sind zahlreiche Parkpositionen für Geschäftsreiseflugzeuge vorhanden. Leichtflugzeuge nutzen vorwiegend den Flugplatz Rom-Urbe oder kleinere Flugplätze in der Umgebung von Rom.
Entlang des südlichen Vorfelds liegen verschiedene Hangars und andere Gebäude, die unterschiedlichen Zwecken dienen. Diesen Bereich nutzen unter anderem Kurier-Express-Paket-Dienste und Frachtfluggesellschaften wie UPS Airlines, DHL Aviation oder TNT Express, Lufttaxi-Unternehmen, die Feuerwehr, insbesondere für ihre Löschflugzeuge vom Typ Canadair CL-415, sowie andere staatliche Organisationen.

### Militärischer Teil
Nördlich der zentralen Zufahrtsstraße beginnt der militärische Teil des Flughafens. Die italienische Luftwaffe unterhält dort ein kleines V.I.P.-Terminal, an dem Regierungsflüge abgefertigt werden (⊙). Das davor gelegene Vorfeld wird zum Teil auch von zivilen Passagierflugzeugen genutzt. Ganz im Nordwesten befindet sich das separate Vorfeld mit zwei Wartungshallen und sonstigen Einrichtungen der Flugbereitschaft der italienischen Luftwaffe (31º Stormo) sowie (auf separatem Grund) eine Bezirkskontrollstelle der italienischen Flugsicherung ENAV. Weitere militärische Einrichtungen liegen auf der anderen Seite der Start- und Landebahn, darunter ehemalige Abfertigungseinrichtungen im Nordosten und eine Kasernenanlage einer Luftwaffenpioniereinheit im Südosten.

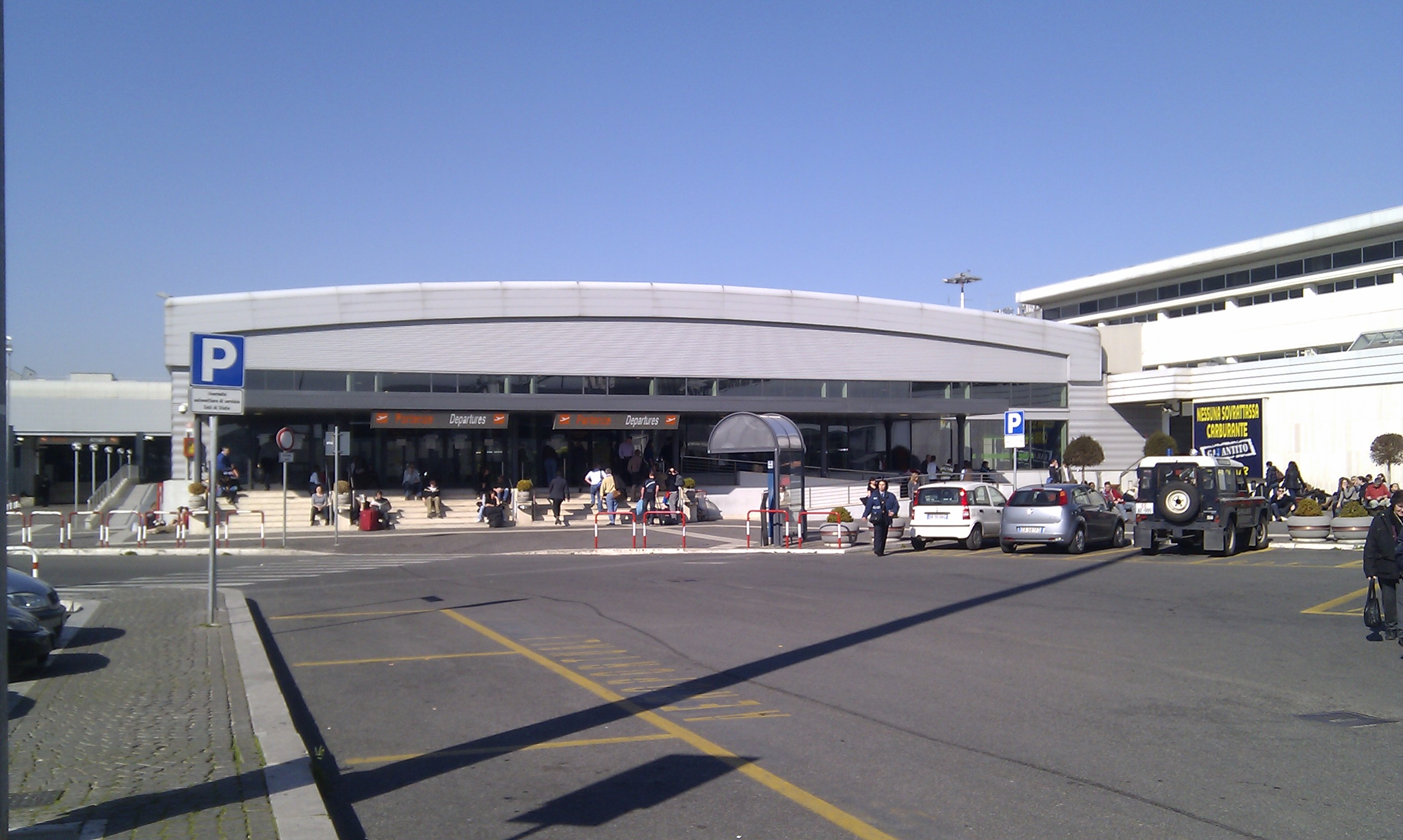
Terminal des Flughafens Rom-Ciampino
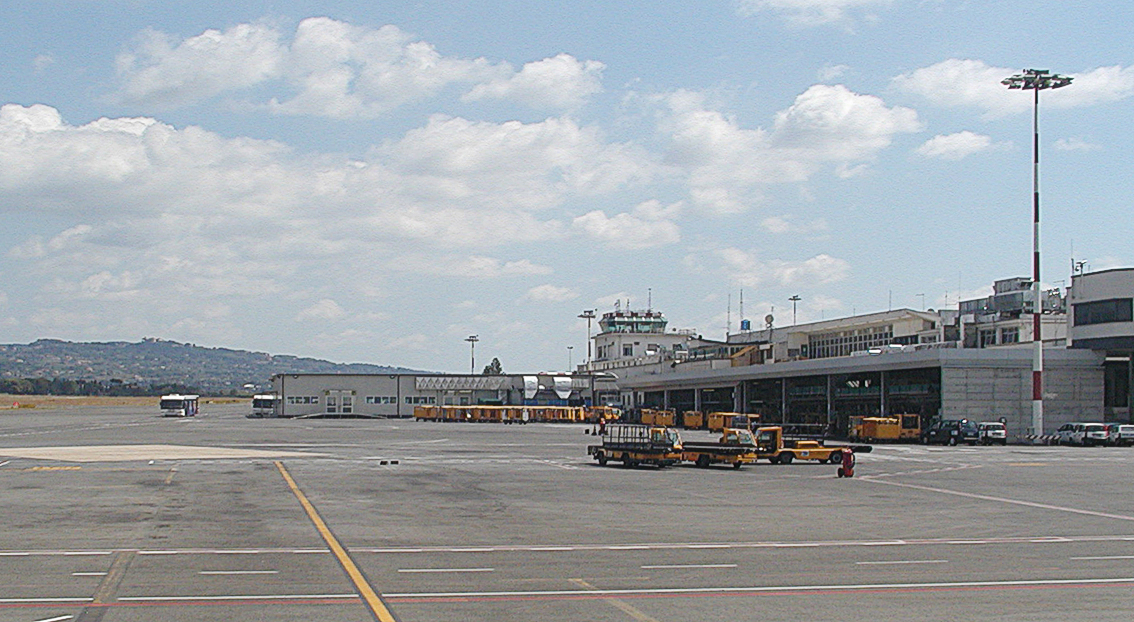
Vorfeld des Flughafens
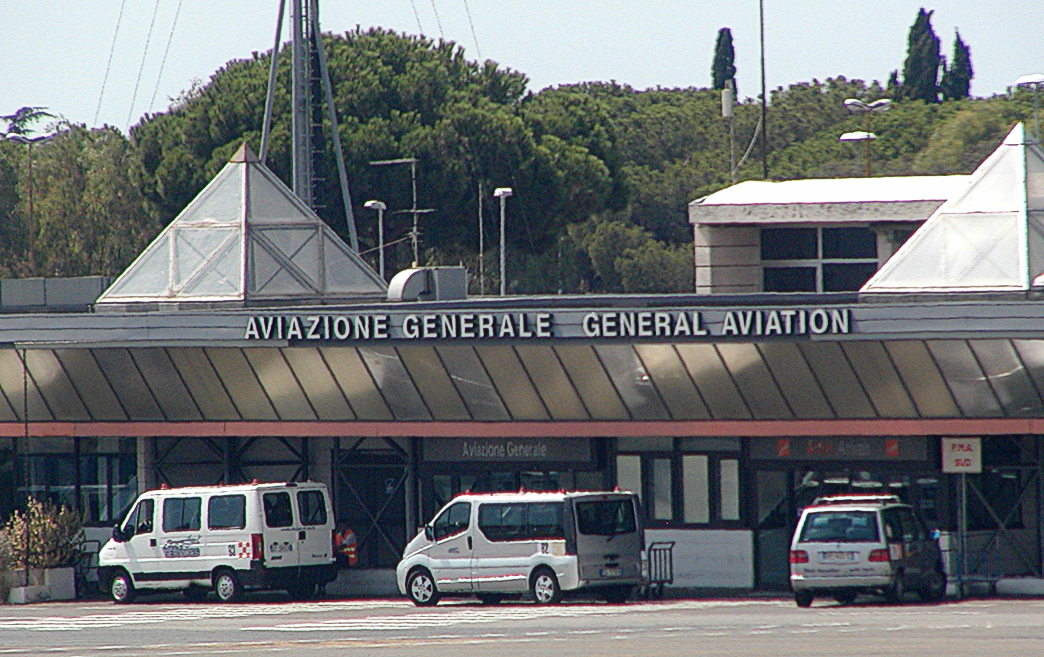
General Aviation Terminal (airside)
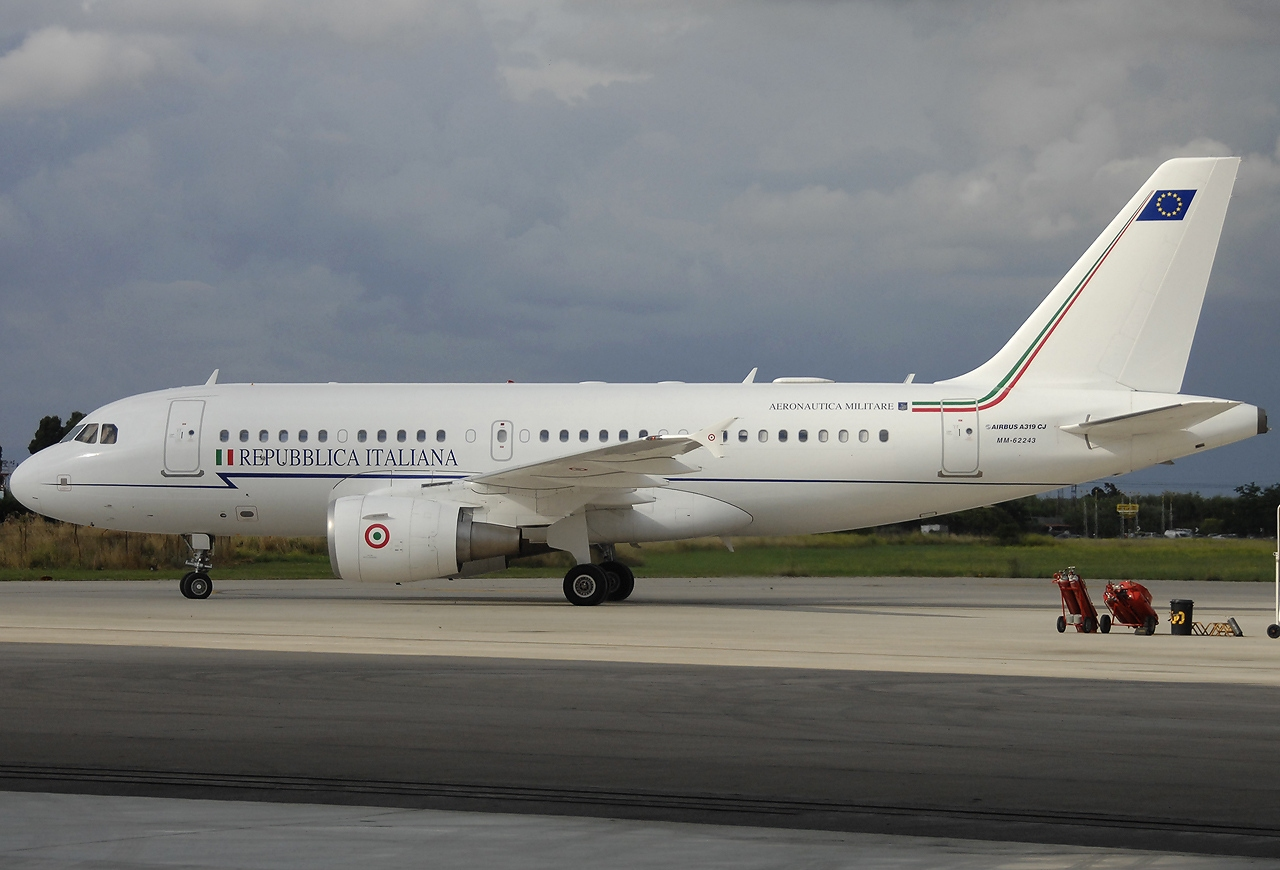
Regierungsmaschine in Ciampino
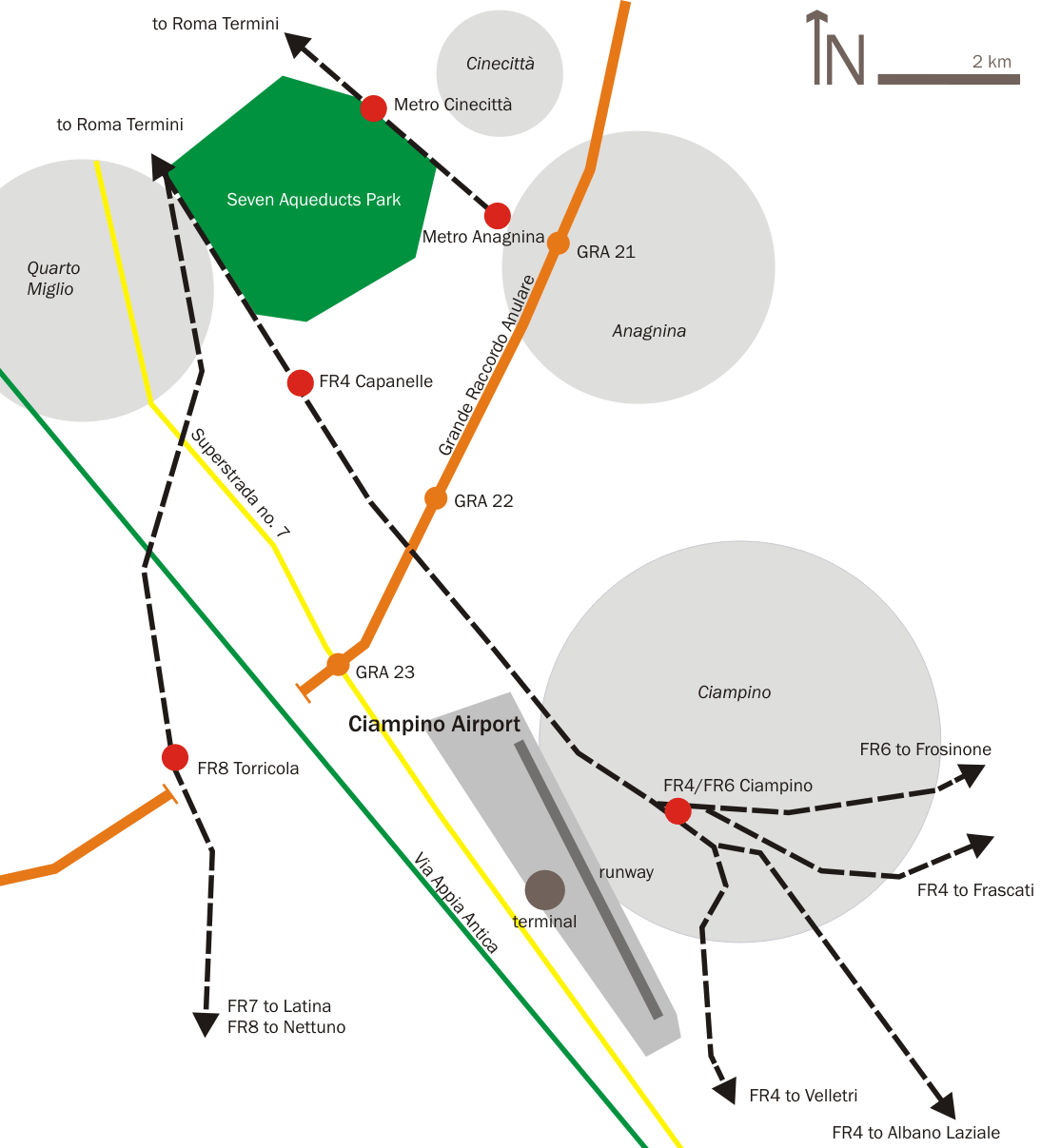
Lageplan

## Geschichte

### Von den Ursprüngen bis zum Zweiten Weltkrieg
Kurz vor dem Ersten Weltkrieg empfahl der Kommandeur der italienischen Fliegertruppe, Maurizio Moris, die Einrichtung eines Militärflugplatzes für Luftschiffe bei Ciampino. Gründe für die Empfehlung waren die im Allgemeinen günstigen klimatischen Verhältnisse über der damals weitgehend unbesiedelten Ebene um den Weiler Ciampino sowie die gute Verkehrsanbindung über die Via Appia Nuova und den Haltepunkt Ciampino an der Bahnstrecke Rom-Frascati.
Zu jener Zeit begannen private Investoren mit der Planung einer neuen Gartenstadt unmittelbar südlich der Bahnhaltestelle Ciampino. Von der neuen Ortsmitte sollten mehrere Straßen ins Umland führen und eine davon die neue Siedlung mit der Via Appia Nuova verbinden. Diese Hauptstraße führte quer durch das vom Militär vorgesehene Flugplatzgelände. Der damals relativ begrenzte Platzbedarf der beiden Seiten ermöglichte eine gütliche Einigung und so wurde der neue Militärflugplatz 1916 nördlich der genannten Straße eröffnet. Man benannte ihn nach dem gerade gefallenen Luftschiffer Giovan Battista Pastine. Genutzt wurde der neue Flugplatz zunächst von Luftschiffen der italienischen Marine.
Im Jahr 1924 eröffnete die italienische Luftwaffe südlich der Straße einen zweiten Militärflugplatz und benannte ihn nach dem 1921 tödlich verunglückten Testpiloten Luigi Sella. Während in Ciampino-Nord die Luftschiffe verblieben, stationierte man in Ciampino-Süd Militärflugzeuge verschiedener Art.
In Ciampino-Nord startete 1926 Umberto Nobile mit dem berühmten Luftschiff Norge zu einem Flug über den Nordpol. Als zwei Jahre später ein weiterer Flug Nobiles zum Nordpol unrühmlich scheiterte, endete in Ciampino-Nord das Luftschiffzeitalter. 1930 erregte in Ciampino-Nord der Flug des von dem Ingenieur Corradino D’Ascanio entwickelten Hubschraubers Aufsehen. In den Jahren danach waren in Ciampino-Nord Bomber-Verbände stationiert, in Ciampino-Süd Jagdstaffeln. Etliche Soldaten lebten mit ihren Familien in der neuen Gartenstadt, die einschließlich verschiedener Streusiedlungen etwa 2.500 Einwohner zählte.
Im Zweiten Weltkrieg wurden Ciampino und seine beiden Flugplätze zwischen Juli 1943 und Mai 1944 von alliierten Bombern weitgehend zerstört. Danach richteten die Alliierten die Flugplätze notdürftig wieder her und fassten sie zu einem geschlossenen Flughafenareal zusammen, wodurch die erwähnte Straße von Ciampino zur Via Appia Nuova unterbrochen wurde. Die Amerikaner nutzen auf dem neuen Flughafenareal vorwiegend den westlichen Teil, die Briten den östlichen. Vorfelder, Rollbahnen, eine 1.800 Meter lange Start- und Landebahn und eine parallele Reservepiste bestanden in den ersten Jahren aus Sandblech.

### Entwicklung nach dem Zweiten Weltkrieg
Im Juli 1947 erfolgte die Rückgabe an das italienische Militär, das wie schon in den 1930er Jahren eine zivile Mitnutzung des Flughafens gestattete. In der ersten Nachkriegszeit wurde Ciampino zum zentralen Verkehrsflughafen Roms, da man den geplanten Ausbau des Flughafens Rom-Urbe aus städtebaulichen Gründen nicht durchführen konnte. Die zentrale Start- und Landebahn Ciampinos wurde von Mitte 1947 bis Ende 1948 auf 2.250 Meter Länge und 60 Meter Breite gebracht, betoniert und nachtflugtauglich gemacht, die östliche parallele Piste hingegen vorübergehend geschlossen und dann Ende der 1950er Jahre ebenfalls betoniert. Westlich der Pisten und Rollbahnen entstand Anfang der 1950er Jahre ein (noch heute genutztes) Passagierterminal mit der damaligen Bezeichnung „Ciampino West“, das hauptsächlich Flüge von und nach Nordamerika abfertigte und als Basis der von Trans World Airlines mitgegründeten Linee Aeree Italiane diente. Das gleichzeitig im Nordosten des Flughafenareals errichtete Passagierterminal „Ciampino Ost“ nutzten vorwiegend europäische Fluggesellschaften, darunter die British European Airways und insbesondere die von ihr mitbegründete Alitalia. Für inneritalienische Flüge wurde bis 1953 noch Rom-Urbe genutzt und dann in Ciampino West ein kleines nationales Terminal eröffnet, das heute als General Aviation Terminal der Allgemeinen Luftfahrt dient. Im Südwesten nutzten sowohl Alitalia, als auch die 1957 von ihr übernommene Linee Aeree Italiane einige Hangars zur Flugzeuginstandhaltung.
Die 1950er Jahre waren die „goldenen Zeiten“ des Flughafens: zahllose Prominente aus Europa und Nordamerika wurden unter großem Medienecho begrüßt und verabschiedet. Zwischen 1955 und 1960 verdoppelte sich das jährliche Fluggastaufkommen von knapp einer auf rund zwei Millionen. Damit zählte Rom-Ciampino zu den bedeutendsten Flughäfen Europas. Anfang 1961 endete diese positive Entwicklung mit der Eröffnung des neuen Flughafens Rom-Fiumicino abrupt. Im folgenden Jahr verlegte die Fluggesellschaft Aerolinee Itavia ihre Basis von Rom-Urbe auf den Flughafen Ciampino, den sie bis 1980 nutzte. Bis zur Jahrtausendwende wurde der Flughafen Ciampino nur von wenigen Charter- und Regionalfluggesellschaften sowie von der Allgemeinen Luftfahrt angeflogen, ansonsten diente er als Regierungsflughafen und anderen militärischen Zwecken. In dieser Zeit bewegte sich das Passagieraufkommen zwischen 500.000 und einer Million jährlich. Den östlichen Teil des Flughafens gab man weitgehend auf, die östliche Reservepiste 15L/33R (ehemals 16L/34R) wurde im Juni 1981 offiziell geschlossen und zusammen mit weiten Teilen des parallelen Rollwegs Taxiway B ihrem Schicksal überlassen. Ciampino blieb weiterhin ein für den zivilen Flugverkehr geöffneter Militärflugplatz, den Betrieb des zivilen Teils (und des Flughafens Rom-Fiumicino) überließ man 1974 dem Unternehmen Aeroporti di Roma. Ein besonderes Ereignis war für den Flughafen und die Stadt Rom der Kurzbesuch des Shuttle Carrier Aircraft NASA 905 mit dem Space Shuttle Enterprise auf dem Rücken am 1. und 2. Juni 1983; angesichts der relativ kurzen Piste in Ciampino eine bemerkenswerte fliegerische Leistung von NASA-Testpilot Joe Algranti und seiner Besatzung.

### Entwicklung nach der Jahrtausendwende
Im Jahr 1951 zählte die Gartenstadt Ciampino rund 5.500 Einwohner, zehn Jahre später waren es bereits über 12.000. In den folgenden beiden Jahrzehnten kam es in Ciampino zu einem zum Teil ungeregelten Bauboom, der den ursprünglichen Charakter des Ortes völlig veränderte. Wegen des geringen Flugverkehrs gab es zwischen den sich weiter ausdehnenden Siedlungen und dem Flughafen zunächst wenig Konfliktpotenzial, er galt im Gegenteil für viele als Attraktion.
Als dann um die Jahrtausendwende verschiedene Low-Cost-Fluggesellschaften dem relativ kleinen Flughafen zu einem enormen Verkehrswachstum verhalfen, begannen wegen des Fluglärms die Proteste in der mittlerweile fast 40.000 Einwohner zählenden Stadt Ciampino. Nachdem man 2005 und 2006 das lange vernachlässigte Passagierterminal modernisiert und ausgebaut hatte, verringerte die italienische Regierung Ende 2007 die Zahl der maximalen täglichen Flugbewegungen kommerziell genutzter Verkehrsflugzeuge von 138 auf 100. Darüber hinaus wollte man den etwa 100 km nördlich von Rom gelegenen Militärflugplatz Viterbo zum dritten Verkehrsflughafen Roms ausbauen und den Billigflugverkehr dorthin verlagern. Dieses Projekt wurde Anfang 2013 aufgegeben, auch weil Ryanair drohte, die Region Latium nicht mehr anzufliegen. Nachdem easyJet 2011 einem neuen Geschäftsmodell entsprechend Ciampino zugunsten von Fiumicino aufgegeben hatte, eröffnete 2014 auch Ryanair eine Basis in Fiumicino, gab jedoch die Basis in Ciampino nicht auf.
Im Jahr 2013 übergab die italienische Luftwaffe den Flughafen Rom-Ciampino (mit Ausnahme des genannten militärischen Teils) der zivilen Luftfahrtbehörde ENAC. Auch der Kontrollturm wurde von zivilen Fluglotsen übernommen. 2016 feierten die Flughafenbetreiber mit den Städten Rom und Ciampino das einhundertjährige Bestehen des Flughafens. Überschattet wurde das Jubiläum Ende Oktober 2016 von Protesten der Anwohner gegen Grundsanierungsarbeiten an der Start- und Landebahn. Die zweiwöchigen, sehr lärmintensiven Arbeiten dauerten auch in den Nachtstunden an, um eine rasche Wiederaufnahme des Flugbetriebs zu ermöglichen.
Klagen von Ryanair und Wizz Air gegen einen Ministerialerlass vom Dezember 2018, der die maximalen täglichen Flugbewegungen auf 65 begrenzt, wurden im März und Oktober 2021 von den zuständigen Verwaltungsgerichten abgewiesen.

## Verkehrszahlen
| Jahr | Fluggastaufkommen | Luftfracht, Luftpost (Tonnen) | Flugbewegungen (mit Militär) |
| ---- | ----------------- | ----------------------------- | ---------------------------- |
| 2022 | 3.475.902         | 14.777                        | 42.317                       |
| 2021 | 2.326.113         | 16.280                        | 37.219                       |
| 2020 | 1.621.159         | 19.388                        | 27.699                       |
| 2019 | 5.879.496         | 18.448                        | 52.253                       |
| 2018 | 5.839.737         | 18.259                        | 52.649                       |
| 2017 | 5.885.812         | 17.042                        | 54.236                       |
| 2016 | 5.395.699         | 15.796                        | 48.252                       |
| 2015 | 5.834.201         | 15.757                        | 53.153                       |
| 2014 | 5.018.289         | 15.668                        | 47.376                       |
| 2013 | 4.749.251         | 16.436                        | 46.365                       |
| 2012 | 4.497.376         | 16.943                        | 47.028                       |
| 2011 | 4.781.731         | 18.845                        | 50.805                       |
| 2010 | 4.564.464         | 18.002                        | 54.040                       |
| 2009 | 4.800.259         | 16.983                        | 57.585                       |
| 2008 | 4.788.931         | 19.644                        | 59.351                       |
| 2007 | 5.401.475         | 23.006                        | 65.633                       |
| 2006 | 4.945.066         | 23.785                        | 63.915                       |
| 2005 | 4.234.999         | 23.059                        | 58.789                       |
| 2004 | 2.556.046         | 21.730                        | 44.263                       |
| 2003 | 1.794.285         | 19.826                        | 37.130                       |
| 2002 | 960.263           | 18.918                        | 29.259                       |
| 2001 | 718.562           | 17.602                        | 26.114                       |
| 2000 | 829.511           | 16.875                        | 28.471                       |

## Zwischenfälle
- Am 13. Januar 1948 kam es mit einer Douglas DC-4/C-54A-5-DO der argentinischen Flota Aérea Mercante Argentina (FAMA) (Luftfahrzeugkennzeichen LV-AFG) bei Ponte Galeria, 23 Kilometer östlich des Startflughafens Rom-Ciampino, zu einer Bruchlandung, ausgelöst durch einen Triebwerksbrand. Alle 7 Insassen, 6 Besatzungsmitglieder und ein Passagier, überlebten den Unfall auf dem Testflug.[27]

- Am 14. Januar 1954 verloren die Piloten einer Douglas DC-6 der Philippine Airlines (Luftfahrzeugkennzeichen PI-C294) sechs Kilometer östlich des Flughafens Rom-Ciampino während des Sinkflugs die Kontrolle über das Flugzeug, nachdem es in heftige Turbulenzen eingeflogen war. Alle 16 Insassen, neun Besatzungsmitglieder und 7 Passagiere, kamen ums Leben.[28]

- Am 21. Dezember 1959 verunglückte eine Vickers Viscount 785 der Alitalia (I-LIZT) beim Landeanflug auf den Flughafen Ciampino. Die Maschine, an der auf einem Prüfungsflug zwei der vier Triebwerke auf Leerlauf gestellt waren, wurde während des Landemanövers unterhalb der Mindestgeschwindigkeit für Triebwerksausfall unbeherrschbar und stürzte ab. Beide Personen an Bord (die Piloten) kamen ums Leben.[29]

- Am 4. November 1970 verunglückte eine Handley Page Herald 203 der Itavia (I-TIVE) bei der Landung auf einem Trainingsflug, als ein Triebwerk ausfiel. Die beiden Piloten, einzige Insassen der Maschine, überlebten den Unfall. Die schwer beschädigte Maschine wurde stillgelegt, zur Ersatzteilgewinnung benutzt und 1974 schließlich verschrottet.[30]

- Am 6. April 1987 ereignete sich bei der Landung einer Boeing 720-051B der dänischen Conair of Scandinavia (OY-APY) auf dem Flughafen Rom-Ciampino ein Fahrwerksbruch. Es entstand ein Brand, das Flugzeug wurde irreparabel beschädigt. Alle 54 Insassen überlebten.[31][32]

- Am 10. November 2008 kam es beim Landeanflug einer Boeing 737-800 der Ryanair (EI-DYG) zu einem Vogelschlag, der zum Ausfall beider Triebwerke führte. Die harte Landung verursachte an der Maschine so schwere strukturelle Schäden, dass sie abgeschrieben werden musste. Zehn Personen wurden leicht verletzt. Siehe Ryanair-Flug 4102.